# Bertula bidentata
Bertula bidentata là một loài bướm đêm trong họ Erebidae.